# Asesinato de Jennifer Servo
Jennifer Lynn Servo (Columbia Falls, Montana; 23 de septiembre de 1979 - Abilene, Texas; 16 de septiembre de 2002) fue una periodista estadounidense cuyo asesinato, a los 22 años, sigue sin resolverse. A principios de la década de 2000, trabajó para las emisoras KPAX-TV y KECI-TV en Montana, y KRBC-TV en Texas.
En agosto de 2002 se mudó a Texas para trabajar en su primer empleo a tiempo completo como reportera en KRBC-TV, estación televisiva subsidiaria de NBC. El 16 de septiembre, Servo fue asesinada en su apartamento por traumatismo contuso y estrangulamiento. Dos días después, tras ser denunciada como desaparecida por sus compañeros de trabajo, Servo fue encontrada muerta en su bañera. Probablemente fue asesinada en su salón y luego trasladada allí. No había signos de entrada forzada en el apartamento ni de que Servo hubiera sido agredida sexualmente.
La ausencia de señales de entrada forzada podría implicar que Servo conocía a su agresor, pero se desconoce si tenía enemigos en la ciudad. Los investigadores han sospechado y descartado a dos hombres que habían mantenido relaciones sentimentales con Servo anteriormente, su exnovio y un compañero de trabajo de KRBC. El compañero de trabajo, que fue de compras con Servo horas antes de su muerte, dijo que otro hombre los siguió durante el trayecto.

## Antecedentes
Servo creció en Columbia Falls (Montana). Asistió a la Columbia Falls High School, donde participó en carreras de campo a través y animación deportiva. Servo se graduó en 1998.
Posteriormente, se alistó en la Reserva del Ejército de los Estados Unidos. Servo declaró que tenía la ambición de ser «la próxima Katie Couric» y trabajar para una gran cadena de noticias. Servo se graduó en la Universidad de Montana en mayo de 2002, con una licenciatura en periodismo. Primero trabajó en una cadena de noticias local en Missoula y luego solicitó un puesto de reportera en Abilene (Texas), porque Servo tenía una «visión romántica» del estado debido a su cultura vaquera. Le ofrecieron su primer trabajo como reportera de noticias a tiempo completo en KRBC-TV, y se mudó a Abilene en agosto de 2002, a los 22 años. El presentador de KRBC, Downing Bolls, dijo: «Desde el principio se veía que Jennifer tenía las herramientas necesarias para llegar a cosas más grandes y mejores».

## Asesinato
El 16 de septiembre de 2002, Servo regresó de hacer compras a su nuevo apartamento en Abilene entre las 0:30 y 1:39 horas. Servo habló por teléfono con una amiga a la 1:39. Dos días después, tras ser dada de baja por sus compañeros de trabajo, estos o el administrador del edificio fueron a ver cómo estaba. Servo fue encontrada completamente vestida, «boca abajo y desplomada» sobre la bañera de su nuevo apartamento. Servo fue declarada muerta esa misma tarde. Había sido asesinada por estrangulamiento y traumatismo contuso el 16 de septiembre. Había marcas de sangre que iban desde el suelo cerca de la cama de Servo (que estaba en la sala de estar) hasta el cuarto de baño. Tenía signos de hematomas alrededor de los genitales, pero no había signos de abuso sexual; la investigación teorizó que se trataba de la presión de la rodilla de la víctima. Servo ya estaba muerta antes de que «la parte superior de su cuerpo entrara en el agua».

## Investigación
El caso sigue sin resolverse y no se ha detenido a nadie. El caso sigue siendo investigado por el Departamento de Policía de Abilene en 2020. La policía de Abilene tomó inicialmente muestras de ADN de seis personas cercanas a la víctima. La puerta de su apartamento estaba cerrada con llave, y la ausencia de signos de entrada forzada en el apartamento podría implicar que conocía de antemano a su asesino. Su amiga afirmó que no le habría abierto la puerta a un desconocido, ya que estaba nerviosa tras mudarse a una nueva ciudad. Servo incluso había conseguido un apartado de correos local para no recibir correspondencia en su apartamento. Anteriormente, un vecino había oído a Servo y a otra persona discutir en el apartamento durante un buen rato. Algunos informes afirman que, tras el asesinato de Servo, alguien sacó libros de una biblioteca utilizando su carné universitario. No se sabe públicamente qué libros se sacaron. En 2014, el Departamento de Policía de Abilene afirmó que estaba siguiendo nuevas pistas en el caso, aunque no se dieron a conocer públicamente. En la década de 2020, la policía envió pruebas antiguas a laboratorios privados para realizar nuevas pruebas de ADN.

## Sospechosos
La policía llegó a barajar dos sospechosos como potenciales autores del asesinato, pero con el paso del tiempo acabaron por ser descartados por los investigadores. Los familiares de Servo y los investigadores creyeron inicialmente que Ralph Sepúlveda, el exnovio de Servo, era el principal sospechoso. Sepúlveda era un Ranger del Ejército que Servo había conocido mientras prestaba servicio en la Reserva del Ejército en Montana. Aproximadamente un mes después de conocerse, comenzaron a vivir juntos en Abilene. Vivieron juntos durante unas semanas antes de que Servo descubriera que, en Montana, Sepúlveda tenía un hijo de otra relación y una prometida con la que había roto para vivir con Servo. Tras la ruptura, Sepúlveda se mudó a otro apartamento en Abilene. Según un amigo de Servo, unas tres semanas después de la ruptura, él le preguntó si podían volver a salir juntos, y Servo se negó. Los investigadores obtuvieron una carta que Sepúlveda había escrito a su exnovia, en la que le decía que todavía la quería y que ya no sentía nada por Servo. Semanas después de mudarse de apartamento, Sepúlveda se marchó de Abilene y se reincorporó al Ejército para el servicio activo. Declaró a la policía que estaba en casa la noche del asesinato y que se había quedado dormido alrededor de las 22:30 horas. Sepúlveda no hizo ninguna pregunta a la policía sobre el asesinato y parecía «reservado». Teniendo en cuenta su comportamiento y su posible motivo, los investigadores llegaron a creer que el fiscal del distrito podría acusar a Sepúlveda de asesinato, pero finalmente fue absuelto.
Brian Travers, compañero de trabajo de Servo y meteorólogo en KRBC, también se convirtió en sospechoso, pero fue absuelto porque los investigadores no creían que Travers fuera un candidato sólido. Travers y Servo tuvieron una breve «aventura romántica»; Oxygen escribió que «según las entradas del diario de Servo, parecía que él estaba más interesado en ella que ella en él». Hicieron recados juntos horas antes de su muerte. El 15 de septiembre, terminaron el trabajo pasadas las 23:30 horas y se fueron de compras, saliendo de una tienda pasada la medianoche del 16 de septiembre. Travers dijo a la policía que un coche los había seguido esa noche. Proporcionó su ADN a la policía para la investigación.

## Legado
El asesinato de Servo se convirtió en uno de los casos sin resolver más sonados de Abilene. Ha sido cubierto por numerosos medios de comunicación desde 2002, entre ellos Cosmopolitan, los programas de televisión America's Most Wanted y 48 Hours Mystery, y el podcast Cold Justice. Tras su muerte, se creó una beca en su nombre en la escuela.